# سويسرا للطيران
سويسرا للطيران (بالإنجليزية: Swissair)‏ هي شركة طيران الوطنية في سويسرا سابقاً، يرجع تاريخ إنشائها إلى عام 1931 واستمر عمل الشركة حتى عام 2002 عندما أشهرت الشركة إفلاسها، وقامت شركة لوفتهانزا في نفس العام بشراء الشركة بالكامل وقامت بإعادة هيكلتها وأعادت انطلاقها تحت اسم «الخطوط الجوية الدولية السويسرية» وانتقلت كل طائرات الشركة المفلسة إلى الشركة الجديدة.